# Thaumeledone
Thaumeledone is een geslacht van inktvissen uit de familie van Megaleledonidae.

## Soorten
- Thaumeledone brevis (Hoyle, 1885)
- Thaumeledone gunteri Robson, 1930
- Thaumeledone marshalli O'Shea, 1999
- Thaumeledone peninsulae Allcock, Collins, Piatkowski & Vecchione, 2004
- Thaumeledone zeiss O'Shea, 1999

### Synoniemen
- Thaumeledone rotunda (Hoyle, 1885) => Bentheledone rotunda (Hoyle, 1885)